# Darijo Biščan
Darijo Biščan (* 26. August 1985) ist ein slowenischer Fußballspieler.

## Karriere
Biščan begann seine Karriere beim NK Ivančna Gorica. Im Mai 2004 spielte er erstmals für die erste Mannschaft des Vereins in der 2. SNL. Insgesamt kam er zu 46 Zweitligaeinsätzen für Ivančna Gorica, in denen er 19 Tore erzielte. Im Januar 2006 schloss er sich dem Erstligisten NK Celje an, für den er im März 2006 anschließen in der 1. SNL debütierte. In vier Spielzeiten in Celje kam er zu 111 Einsätzen in der höchsten slowenischen Spielklasse, dabei erzielte er 31 Tore. In der Saison 2006/07 war er zudem als Kooperationsspieler für den Zweitligisten NK Zagorje im Einsatz, für den er elfmal spielte.
Im Januar 2010 wechselte er innerhalb der 1. SNL zum FC Koper. In Koper konnte er sich aber nicht durchsetzen und kam zu zehn Einsätzen, in denen er ohne Torerfolg blieb. Mit Koper wurde er aber in der Saison 2009/10 Meister. Zur Saison 2010/11 zog er zum Zweitligisten NK Bela krajina weiter. Für Bela krajina erzielte er acht Tore in zwölf Zweitligaeinsätzen. Im Januar 2011 wechselte Biščan nach Albanien zum Erstligisten KS Bylis Ballsh. Für Bylis Ballsh kam er insgesamt zu sechs Einsätzen in der Kategoria Superiore. Zur Saison 2011/12 schloss er sich dem österreichischen Regionalligisten SAK Klagenfurt an. Mit dem SAK stieg er 2015 aus der Regionalliga ab. Insgesamt kam er zu 130 Einsätzen für die Kärntner in den Spielklassen drei und vier, in denen er 72 Tore machte.
Im Januar 2016 wechselte Biščan innerhalb der Stadt zum Regionalligisten Annabichler SV. Für Annabichl kam er zu 13 Einsätzen in der Regionalliga Mitte, aus der er aber auch mit diesem Verein absteigen musste. Daraufhin zog der Stürmer zur Saison 2016/17 weiter in die Steiermark zum fünftklassigen FC Großklein. In Großklein absolvierte er 86 Spiele in der Oberliga, in denen er 89 Tore erzielte. Zur Saison 2020/21 wechselte er eine Liga tiefer zum SV Lannach, für den er neunmal in der Unterliga spielte. Zur Saison 2021/22 kehrte er zum SAK zurück. Mit den Klagenfurtern stieg er zu Saisonende wieder in die Regionalliga auf. In der Regionalliga kam er zu 25 Einsätzen, in denen er fünfmal traf. Mit dem SAK stieg er aber direkt wieder aus der dritten Liga ab.
Daraufhin wechselte Biščan zur Saison 2023/24 zur siebtklassigen SU Semriach.